# Holger Larsen (roer)
Kaj Holger Larsen (29. maj 1925 - 7. december 2014) var en dansk roer fra Roskilde.
Larsen var med i den danske otter ved OL 1948 i London. Jarl Emcken, Børge Hougaard, Poul Korup, Ib Nielsen, Niels Rasmussen, Gerhardt Sørensen, Niels Wamberg og styrmand Charles Willumsen udgjorde resten af besætningen. Danskerne kom i 1. runde ind på sidstepladsen i et heat mod de senere sølv- og bronzevindere fra Storbritannien og Norge, og sluttede derefter på andenpladsen i et opsamlingsheat mod Schweiz og Frankrig. Det betød at danskerne ikke kvalificerede sig til semifinalen og dermed var ude af konkurrencen.
Larsen var også med til at vinde en EM-sølvmedalje i otter ved EM 1947 i Luzern og en sølvmedalje i firer uden styrmand ved EM 1950 i Milano.